# Bobby Carpenter
Robert E. "Bobby" ("Bob") Carpenter, Jr., född 13 juli 1963, är en amerikansk före detta professionell ishockeyspelare som tillbringade 18 säsonger i den nordamerikanska ishockeyligan National Hockey League (NHL), där han spelade för ishockeyorganisationerna Washington Capitals, New York Rangers, Los Angeles Kings, Boston Bruins och New Jersey Devils. Han producerade 728 poäng (320 mål och 408 assists) samt drog på sig 919 utvisningsminuter på 1 178 grundspelsmatcher.
Carpenter draftades i första rundan i 1981 års draft av Washington Capitals som tredje spelare totalt.
Han vann tre Stanley Cup med New Jersey Devils för säsongerna 1994-1995, 1999-2000 och 2002-2003, den första som spelare och de andra två som assisterande tränare.
Carpenter är far till den kvinnliga ishockeyspelaren Alexandra Carpenter, som vann silver med det amerikanska damishockeylandslaget vid 2014 års olympiska vinterspel i ryska Sotji.

## Statistik
| 1979–1980  | Saint John's High   |            | 33   | 28  | 37  | 65  | –   | —   | —  | —  | —  | —   |
| 1980–1981  | Saint John's High   |            | 18   | 14  | 24  | 38  | —   | —   | —  | —  | —  | —   |
| 1981–1982  | Washington Capitals | NHL        | 80   | 32  | 35  | 67  | 69  | —   | —  | —  | —  | —   |
| 1982–1983  | Washington Capitals | NHL        | 80   | 32  | 37  | 69  | 64  | 4   | 1  | 0  | 1  | 2   |
| 1983–1984  | Washington Capitals | NHL        | 80   | 28  | 40  | 68  | 51  | 8   | 2  | 1  | 3  | 25  |
| 1984–1985  | Washington Capitals | NHL        | 80   | 53  | 42  | 95  | 87  | 5   | 1  | 4  | 5  | 8   |
| 1985–1986  | Washington Capitals | NHL        | 80   | 27  | 29  | 56  | 105 | 9   | 5  | 4  | 9  | 12  |
| 1986–1987  | Washington Capitals | NHL        | 22   | 5   | 7   | 12  | 21  | —   | —  | —  | —  | —   |
|            | New York Rangers    | NHL        | 28   | 2   | 8   | 10  | 20  | —   | —  | —  | —  | —   |
|            | Los Angeles Kings   | NHL        | 10   | 2   | 3   | 5   | 6   | 5   | 1  | 2  | 3  | 2   |
| 1987–1988  | Los Angeles Kings   | NHL        | 71   | 19  | 33  | 52  | 84  | 5   | 1  | 1  | 2  | 0   |
| 1988–1989  | Los Angeles Kings   | NHL        | 39   | 11  | 15  | 26  | 16  | —   | —  | —  | —  | —   |
|            | Boston Bruins       | NHL        | 18   | 5   | 9   | 14  | 10  | 8   | 1  | 1  | 2  | 4   |
| 1989–1990  | Boston Bruins       | NHL        | 80   | 25  | 31  | 56  | 97  | 21  | 4  | 6  | 10 | 39  |
| 1990–1991  | Boston Bruins       | NHL        | 29   | 8   | 8   | 16  | 22  | 1   | 0  | 1  | 1  | 2   |
| 1991–1992  | Boston Bruins       | NHL        | 60   | 25  | 23  | 48  | 46  | 8   | 0  | 1  | 1  | 6   |
| 1992–1993  | Washington Capitals | NHL        | 68   | 11  | 17  | 28  | 65  | 6   | 1  | 4  | 5  | 6   |
| 1993–1994  | New Jersey Devils   | NHL        | 76   | 10  | 23  | 33  | 51  | 20  | 1  | 7  | 8  | 20  |
| 1994–1995  | New Jersey Devils   | NHL        | 41   | 5   | 11  | 16  | 19  | 17  | 1  | 4  | 5  | 6   |
| 1995–1996  | New Jersey Devils   | NHL        | 52   | 5   | 5   | 10  | 14  | —   | —  | —  | —  | —   |
| 1996–1997  | New Jersey Devils   | NHL        | 62   | 4   | 15  | 19  | 14  | 10  | 1  | 2  | 3  | 2   |
| 1997–1998  | New Jersey Devils   | NHL        | 66   | 9   | 9   | 18  | 22  | 6   | 1  | 0  | 1  | 0   |
| 1998–1999  | New Jersey Devils   | NHL        | 56   | 2   | 8   | 10  | 36  | 7   | 0  | 0  | 0  | 2   |
| NHL totalt | NHL totalt          | NHL totalt | 1178 | 320 | 408 | 728 | 919 | 140 | 21 | 38 | 59 | 136 |